# 緒方ありさ
緒方 ありさ（おがた ありさ、1990年11月17日 - ）は、神奈川県出身の日本の女優。ワイケーエージェント所属。

## 来歴
- 高校2年生の時、映画「初恋・夏の記憶」のオーディションにて劇団夜想会に入所。
- 2007年デビュー
- 2008年8月、靖国神社野外特設ステージで上演された「俺は、君のためにこそ死ににいく」で劇団夜想会初舞台を踏む。
- 2014年　湘南国際マラソン　フルマラソン完走。
- 2015年　モンスターストライク公式宣伝大使“モンストサポーター”就任。
- 2018年　名古屋ウィメンズマラソン　フルマラソン完走
- エヌウィードに2018年6月まで所属していた。2018年7月よりエージェントオフィスタクトに所属[1]。
- 現在はワイケーエージェント（社名変更前 セントラル）所属

## 人物
- 父親が大阪府出身[2]。
- 趣味はラグビー観戦、ランニング、映画観賞、アクション、体を動かすこと。
- 好きなディズニーキャラクターはダンボ。
- OGT、MAX緒方の呼び名で親しまれている。
- 好きな食べ物はカレー、焼き肉(タン)、焼き鳥。大の辛党である。
- 元ホリプロ所属の寺田有希や、元SDN48の今吉めぐみとも仲が良い[3]。

## 出演

### 舞台
2008年
- 劇団夜想会「俺は、君のためにこそ死ににいく」（2008年8月1日 - 5日、靖国神社野外特設ステージ） - 知覧女学生・外園明子 役

2009年
- 劇団夜想会「俺は、君のためにこそ死ににいく」（2009年4月28日 - 5月3日、紀伊國屋サザンシアター） - 知覧女学生・外園明子 役
- 劇団夜想会「眠れる森の美女」（2009年9月25日 - 28日、麻布十番・アトリエフォンテーヌ） - 美女 役
- オフィスプロジェクトM「飯縄おろし」（2009年11月6日 - 11日、新宿・タイニイアリス） - アオ 役

2010年
- 劇団夜想会「めぐみへの誓い」（2010年1月26日 - 31日、紀伊國屋サザンシアター） - 小夜 役
- 劇団夜想会「愛と不安の夏〜原爆乙女たち・愛と勇気の軌跡〜」（2010年7月28日 - 8月1日、俳優座劇場） - 瀬川紀子 役

2011年
- 劇団夜想会「誠 〜That's新選組〜」月組（2011年1月9日 - 12日、アトリエフォンテーヌ） - ヒロイン 典子 役
- BOH!MIMISH「路地裏物語」（2011年3月3日 - 6日、新宿・シアターモリエール） - ヒロイン 飯舘みち 役
- 劇団夜想会「俺は、君のためにこそ死ににいく」（2011年4月12日 - 17日、紀伊國屋ホール） - ヒロイン 女子挺身隊・鶴田一枝 役
- Hide and seek「初恋」（2011年9月15日 - 19日、阿佐ヶ谷・シアターシャイン） - 結城小百合 役
- BOH!MIMISH「フィルハーモニー物語」（2011年11月17日 - 20日、大塚・萬劇場） - 四ツ倉渚 役

2012年
- 劇団夜想会「誠 〜とびだせ新選組〜」（2012年3月7日 - 11日、俳優座劇場） - 主演・典子 役
- BOH!MIMISH「ウェディングプランナー物語」（2012年6月14日 - 17日、大塚・萬劇場） - 安達ルミ 役
- エアースタジオ「プレイス」A班（2012年9月12日 - 17日、東日本橋・アクアスタジオ） - 美奈 役
- キャットミント隊「暮れ六つ教室」（2012年11月2日 - 4日、築地ブティストホール） - 妙蓮寺まゆ 役

2013年
- エヌウィード&Apple Tale×Air studio「GO,JET!GO!GO! Vol.3〜Mr.Moooon Light〜 Apple Tale version」（2013年3月20日 - 24日、東日本橋・アクアスタジオ） - Bチーム あかね 役
- キャットミント隊「喋々喃々」（2013年4月27日 - 29日、築地ブディストホール） - ヒロイン 瑞原千鶴 役
- 聖ルドビコ学園「JK Monster」（2013年7月4日 - 9日、新宿・サンモールスタジオ） - 松永佳世 役
- 護送撃団方式「伽羅倶璃」（2013年9月26日 - 30日、王子小劇場） - 主演・うつつ 役
- キャットミント隊「アルプス一万尺 vol.1」（2013年11月7日 - 11日、中目黒キンケロシアター） - 安曇野愛実 役

2014年
- 私立ルドビコ女学院「Fairy Floss」（2014年1月15日 - 20日、上野ストアハウス） - 主演・松永佳世 役
- 大和電劇隊「スイヘーリーベ僕の船」（2014年2月28日 - 3月2日、新中野・ワニズホール） - マイ 役
- 劇団暴創族「路地裏物語」（2014年4月16日 - 20日、笹塚ファクトリー） - A班 飯館みち 役/B班 主演・矢吹栄子 役
- キャットミント隊「THE kaidann アルプス一万尺final」（2014年7月30日 - 8月3日、新宿・シアターサンモール） - 信濃晴美/信濃冬実 役
- よしもと神保町花月「みんな生きてる、冷たく笑う」（2014年8月14日 - 18日、神保町花月） - ヒロイン レッタ 役
- Team Genius bibi「嘘つき歌姫」DIVAチーム（2014年10月15日 - 19日、池袋・シアターグリーン Box in Boxシアター) - 主演・卯月ユリカ 役
- 劇団居酒屋ベースボール「人の類い、十二の亜種 〜七面鳥の追憶〜」（2014年12月24日 - 28日、下北沢Geki地下リバティ） - 香 役

2015年
- 護送撃団方式「メンタルトレーナーのくせに」（2015年1月28日 - 2月1日、池袋・シアターグリーン Box in Boxシアター） - 主演・徳永美月 役
- キャットミント隊「アガルタの虹」（2015年2月4日、中目黒キンケロシアター） - 日替わりゲスト
- Team Genius bibi「ソウサイノチチル」（2015年3月11日 - 15日、笹塚ファクトリー） - 松本陽子 役
- 私立ルドビコ女学院「Fairy Floss」（2015年5月20日 - 24日、新宿・サンモールスタジオ） - 主演・松永佳世 役
- 劇団時間製作「きっとまた明日はくる」Bチーム（2015年7月16日 - 19日、高円寺·明石スタジオ） - 主演・理子 役
- Team Genius bibi「くるわに咲けと」Bチーム（2015年8月5日 - 9日、大塚・萬劇場） - 主演・牡丹 役
- 朝劇下北沢「下北LOVER」（2015年10月17日、下北VIZZ） - 日替わりゲスト
- 劇団暴創族「THE last snow〜雪女物語」（2015年10月7日 - 12日 、笹塚ファクトリー） - 主演・三保田ゆかり 役
- エヌウィード「舞台版 向日葵」（2015年11月18日 - 23日、中目黒ウッディーシアター） - 岸川葵 役
- シザーブリッツ「帰ってきたアンチョビー」チームB（2015年12月9日 - 13日、上野ストアハウス） - 須田千代美 役

2016年
- ステビアトウキョウプランニング「キャンパスナイトスクープ」（2016年1月20日 - 24日、池袋・シアターKASSAI） - 主演・ハル 役
- アサルトリリィ×私立ルドビコ女学院「シュベスターの祈り」（2016年4月16日 - 24日、新宿・サンモールスタジオ） - 松永・ブリジッタ・佳世 役
- Air studio「シェアハウスIV -O・MO・TE・NA・SHI-」（2016年6月25日、東日本橋・アクアスタジオ） - 日替わりゲスト
- トムハウス「トムとジェニファーロペス」（2016年8月21日、新宿・ホボホボ） - 日替わりゲスト
- アサルトリリィ×私立ルドビコ女学院「シュベスターの秘密」（2016年9月16日 - 25日、新宿・サンモールスタジオ） - 松永・ブリジッタ・佳世 役
- Air studio「Kiss Me You 〜がんばったシンプー達へ〜」A班（2016年11月3日 - 13日、中目黒キンケロ・シアター） - ヒロイン 木村幸子 役

2017年
- 劇団CATMINT「ほとけのいろは」（2017年1月13日- 15日、CBGKシブゲキ!!） - 聖子 役
- アサルトリリィ×私立ルドビコ女学院「シュベスターの誓い」（2017年3月1日 - 5日、中野ザ・ポケット） - 松永・ブリジッタ・佳世 役
- Southern’X「星空ハーモニー」（2017年4月18日 - 23日、CBGKシブゲキ!!） - 新海沙奈 役
- ピウス企画「トレーディングライフ」（2017年7月12日 - 17日、池袋・シアターグリーンBIG TREE THEATER） - 財津歩美 役
- 私立ルドビコ女学院「イバラヒメ」（2017年9月6日、ウッディシアター中目黒） - 日替わりゲスト 松永佳世 役
- 放課後ビアタイム「残暑見舞い申し上げます。」（2017年9月17日、十条・スタジオトルク） - 日替わりゲスト 緒方有里沙 役
- カラスカ「名探偵とナン」（2017年11月8日 - 12日、日暮里・d-倉庫） - 主演・九頭竜あやめ 役
- 放課後ビアタイム「寒中見舞い申し上げます。」（12月1日、十条・スタジオトルク） - 日替わりゲスト 秋葉原萌 役
- Bobjack theater「ホーム スイート ホーム〜はじまり駅のおしまいの日〜」（2017年12月30日、大塚・萬劇場） - 日替わりゲスト リリコ 役

2018年
- 人狼TLPT S「未来への十字架」（2018年2月7日 - 12日、新宿村LIVE） - 松永・ブリジッタ・佳世 役
- LION Entertainment「オサエロ」（2018年2月23日 - 25日、朝日放送ABCホール） - ヒロイン 沢口夏子 役
- 放課後ビアタイム「残暑・寒中見舞い申し上げました。」（2018年9月9日、池袋・Cafe&Bar木星劇場）
- アサルトリリィ×私立ルドビコ女学院「白きレジスタンス〜約束の行方〜」（2018年9月21日 - 27日、池袋・シアターグリーンBIG TREE THEATER） - 松永・ブリジッタ・佳世 役

2019年
- TOMOIKEプロデュース「窮屈なユメ」（2019年1月16日 - 20日、下北沢・駅前劇場） - 主演・伊崎加奈子 役
- ピウス企画「モナルコマキ-石川五右衛門異譚-」（2019年6月26日 - 30日、池袋・シアターグリーンBIG TREE THEATER） - 小波 役
- アサルトリリィ×私立ルドビコ女学院「白きレジスタンス〜真実の刃（やいば）〜」（2019年11月29日 - 12月3日、新宿村LIVE） - 松永・ブリジッタ・佳世 役
- 放課後ビアタイム×img「文化祭スクランブル」（2019年12月20日、池袋・シアターグリーンBIG TREE THEATER） - 日替わりゲスト 秋葉原萌 役

2020年
- ブシロード「アサルトリリィLeague of Gardens」（2020年1月9日 - 15日、新宿FACE） - 松永・ブリジッタ・佳世 役

2021年
- 劇団CATMINT「青い世界線Episode1〜哀憐〜」（2021年7月28日 - 8月1日、中目黒キンケロシアター） - 主演・早瀬仁來 役

2022年
- 劇団CATMINT「再会」後編（2022年10月7日 - 10日、中目黒キンケロシアター） - 寒川藍 役

2023年
- 劇団CATMINT「ネリネの咲く頃」Cチーム（2023年10月25日 - 29日、シアターグリーンBASE THEATER）

### 映画
- 初恋・夏の記憶（2009年4月公開、夜想会シネマプロジェクト） - 女子高生 役
- ドリフトヒーロー（2011年、監督：小美野昌史）
- 勿忘草（2012年、監督：菊地恭兵）[32]
- スルー・ロマンス（2013年、監督：中村公彦） - 主演・山吹杏奈 役[33][34]
- 向日葵（2015年、監督：静恵一）[35] - 岸川葵 役
- star〜スター〜（2015年、監督：大和優雅）[36] - 主演・亜子 役
- 悪夢の椅子（2015年、監督：夏目大一朗）[37] - みどり 役
- 劇場短編 仮面ライダーセイバー 不死鳥の剣士と破滅の本（2020年、監督：柴﨑貴行） - 森崎の妻 役[38]

### バラエティー
- シャキーン!（2010年4月、NHK教育） - コーナー出演
- お願い!ランキング（2011年4月、テレビ朝日） - アプリ紹介コーナー
- 嵐にしやがれ（2011年7月、日本テレビ） - スタジオにてオリエンタルラジオ藤森の彼女 役
- 原口あきまさの今がぱちドキッ!（2012年7月、東京MXテレビ） - 「ドキっ娘」正式メンバー[39]
- 美少女ヌードル（2012年9月、テレビ朝日）
- 神奈月＆相川友希の大逆転実況ぱちドキッ！（2012年10月、テレビ埼玉） - レギュラー
- 全力坂（2016年6月、テレビ朝日）
- 櫻井・有吉 THE夜会（2016年、TBS） - アシスタント

### テレビドラマ
- リバウンド（2011年4月、日本テレビ）
- Piece 第4話（2012年10月27日、日本テレビ）
- 警視庁・捜査一課長（テレビ朝日）
  - season1 第6話（2016年5月19日） - 花屋 役
  - season3 第7話（2018年5月24日） - 緒方 役
- 水曜ミステリー9 奥多摩駐在刑事4（2016年12月14日、テレビ東京）- 真琴 役
- #セルおつ（2017年4月 - 5月、朝日放送）- レギュラー出演　ナツナ 役
- フランケンシュタインの恋 第8話（2017年6月11日、日本テレビ）
- 高嶺と花 第5話（2019年4月15日、FOD）- ジュエリーショップ店員 役
- 集団左遷!! 第3話（2019年5月5日、TBS）
- べしゃり暮らし 第6話（2019年8月31日、テレビ朝日）
- 僕はまだ君を愛さないことができる（2019年8月、FOD）
- 世にも奇妙な物語 '20秋の特別編「コインランドリー」（2020年11月14日、フジテレビ） - 女性3 役
- ゲキカラドウ 第8話（2021年2月25日、テレビ東京）- 彼女 役[40]
- 理想のオトコ 第4話（2021年4月29日、テレビ東京） - 秘書 役
- 機捜235II（2021年7月19日、テレビ東京） - ウェイトレス 役
- ドラマ「家、ついて行ってイイですか?」（2021年9月25日、テレビ東京） - 愛梨 役
- TOKYO RAILWAY－東京こじらせ女－ 第4話（2022年9月30日、フジテレビ） - 青山由紀 役
- CODE-願いの代償- 第3話（2023年7月16日、読売テレビ・日本テレビ） - 三上恵子 役
- ハヤブサ消防団 第2話（2023年7月20日、テレビ朝日） - 小澤まどか 役
- 婚活1000本ノック 第1話（2024年1月17日、フジテレビ） - ヒロミ 役
- 潜入兄妹 特殊詐欺特命捜査官 第4話（2024年10月26日、日本テレビ） - おねだり女子 役[41]
- ジョフウ 〜女性に××××って必要ですか?〜 第3話（2025年4月16日、テレビ東京） - サユリ 役[42]

### PV
- 藤澤ノリマサ「桜の歌」（2011年）
- 渡り廊下走り隊7「少年よ 嘘をつけ!」初回限定盤type-A 映像特典 女優のお仕事「女囚708号ヒトデ」（2012年） - 菊地あやかの親友 役
- 千綿偉功 アルバム「サンキュー」収録曲「アイブミ〜Love Letter〜」（2012年）[43]
- さよならポニーテール アルバム「青春ファンタジア」- 探偵役（2013年）[44]

### ドラマCD
- サウンドシアター「レ・ミゼラブル〜ジャンバルジャンとジャベール〜」 - コゼット 役

### WEB
- ジャンバリ.TV「外国人スロッタートムの今がすろドキッ！」 ドキッ娘

### WEBドラマ
- ワンナイト偽装結婚（2025年7月1日 - 、FOD SHORT）[45]

### ラジオ
- 鎌倉エフエム放送「シーサイドカフェ828」パーソナリティー（2011年3月 - ）※現時点で、担当しなくなってから数年経過している。

### CM
- アサヒビールWEB CM「"うち飲み"の楽しみ方大募集」（2020年4月）[46]